# Конвой № 1152 (жовтень 1943 року)
Конвой № 1152 (жовтень 1943) — японський конвой часів Другої світової війни, проведення якого відбувалось у жовтні 1943 року.
Конвой сформували для проведення групи транспортних суден до Рабаула — головної передової бази в архіпелазі Бісмарка, з якої японці провадили операції на Соломонових островах та сході Нової Гвінеї. Вихідним пунктом при цьому був атол Трук (нині Чуук) у східній частині Каролінських островів, який до лютого 1944 року виконував роль транспортного хабу, через який йшло постачання японських сил у кількох архіпелагах (ще до війни на Труку створили потужну базу ВМФ).
До складу конвою № 1152 увійшли транспортні судна «Хакусан-Мару» та «Токіо-Мару». Їх охороняв ескадрений міноносець «Сірацую». 15 жовтня 1943 року ці кораблі полишили Трук та попрямували на південь.
17 жовтня в районі за дві сотні кілометрів на північний схід від Кавіенгу (острів Нова Ірландія) конвой атакував одиночний патрульний літак PB4Y-2 Privateer, який поцілив бомбою «Хакусан-Мару». На судні загинуло 36 осіб та виникла пожежа, проте її вдалося загасити, і «Хакусан-Мару» продовжив свій шлях.
18 жовтня конвой прибув до Рабаула. Тут у другій половині листопада «Хакусан-Мару» пройшло ремонт за допомогою ремонтного судна «Хаккай-Мару», після чого змогло повернутися на Трук із конвоєм № 2063. А от «Токіо-Мару» загине вже у листопаді, прямуючи з конвоєм № 2082.
Примітно, що у грудні 1943 року між Труком і Рабаулом пройде ще один конвой із таким самим номером 1152.